# Juego de colocación de trabajadores

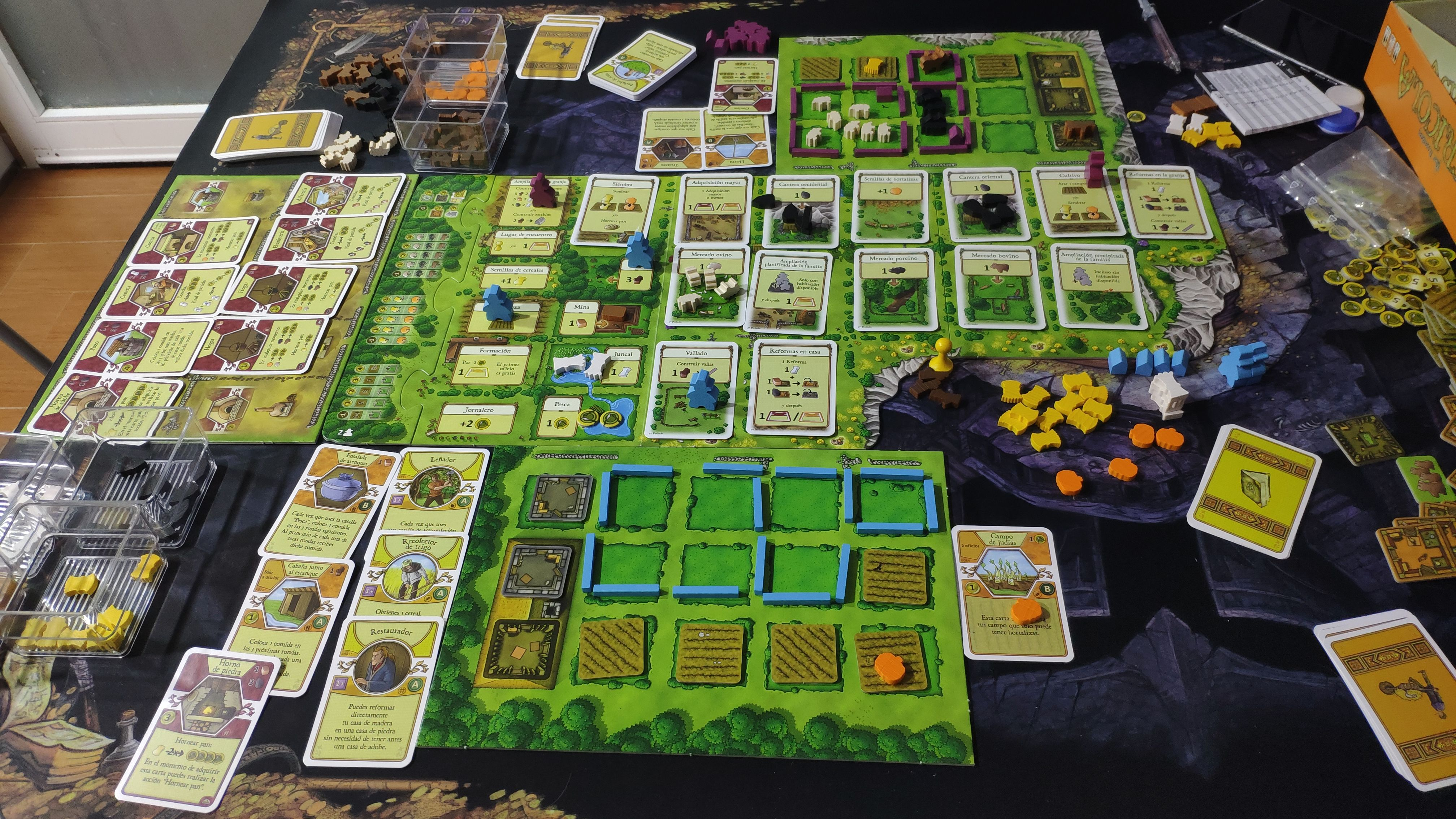
Agricola. Un juego basado en el mecanismo de colocación de trabajadores.

La colocación de trabajadores es un mecanismo de juego en el que los jugadores asignan una cantidad limitada de fichas (trabajadores) a ubicaciones que proporcionan diversas acciones predefinidas.: 160–163 
Stewart Woods identifica a Keydom (1998; posteriormente rehecho y actualizado como Aladdin's Dragons) como el primer juego de tablero en implementar esta mecánica. La colocación de trabajadores se popularizó con Caylus (2005) y tras su éxito se convirtió en un elemento básico del género eurogame. Otros juegos de mesa populares que utilizan este mecanismo son Stone Age y Agricola.
Aunque el mecanismo se asocia principalmente a los juegos de mesa, el concepto de colocación de trabajadores se ha utilizado en otros tipos de juegos. Por ejemplo, Adams y Dormans describen la asignación de tareas a unidades de VCE en el juego de estrategia en tiempo real StarCraft como un ejemplo de la mecánica de colocación de trabajadores.: 307 